# Stefano Landi
Stefano Landi (urodził się około roku 1590 w Rzymie, zm. 28 października 1639 tamże) – włoski kompozytor, organista, śpiewak i kapelmistrz okresu wczesnego baroku, należący do szkoły rzymskiej. Twórca opery rzymskiej. Napisał pierwszą operę o tematyce sakralnej: Il Sant’Alessio (1632) - w Polsce wystawiona przez Warszawską Operę Kameralną.
Stefano Landi urodził się w Rzymie około 1590 roku, dokładna data urodzin nie jest znana. Kształcił się w Seminario Romano, śpiewając sopranem w Collegio Germanico. Jako organista i śpiewak pracował najpierw u kardynała Marco Cornaro w Padwie, a następnie u księcia Paolo Savelli d'Albano i kardynała Ludovico Ludovisi w Rzymie. W 1619 roku wystawił swoją pierwszą operę, tragikomedię pastoralną La morte d'Orfeo (Śmierć Orfeusza) prawdopodobnie w Wenecji lub jej okolicach. Dzieło zostało dedykowane Aleksandrowi Mattei. Wybór Maffea Barberiniego, rozkochanego w sztuce teatralnej, na stolicę apostolską w 1623 roku, otworzył przed Landim możliwość tworzenia oper na sceny rzymskie. 
W 1624 roku został maestro di capella w rzymskim kościele Santa Maria dei Monti, a następnie przyjął służbę u kardynała Maurycego Sabaudzkiego. Mógł się w tym czasie poszczycić 4 tomami utworów religijnych i świeckich. Był nauczycielem śpiewaków: Angela Ferottiego i Girolama Zampettiego. W 1632 roku z pomocą Francesco Barberiniego wystawił operę religijną Il Sant’Alessio (Święty Aleksy). Być może skomponował później dla niego również operę Il Santi Didimo e Teodora (1635). Zmarł w Rzymie 28 października 1639 roku .